# Габонско-китайские отношения
Габонско-китайские отношения — двусторонние дипломатические отношения между Габонской Республикой и Китайской Народной Республикой.

## Общая характеристика стран
|                                             | Габон                 | Китай                 |
| ------------------------------------------- | --------------------- | --------------------- |
| Площадь (км²)                               | 267 667               | 9 572 900             |
| Столица                                     | Либревиль             | Пекин                 |
| Население (чел.)                            | 2 233 000             | 1 416 687 000         |
| Государственное устройство                  | унитарное государство | унитарное государство |
| Объём ВВП (номинал) (млрд. долл.)           | 15,519                | 14 880,745            |
| Количество ядерных боеголовок (развёрнутых) | —                     | вероятно, 1600—1800   |
| Численность вооружённых сил (чел.)          | 4700                  | 2 035 000             |
| Военный бюджет (млрд долл.)                 | 0,267                 | 193                   |
| Добыча нефти (млн т/год)                    | 10,4                  | 194,8                 |
| Производство алюминия (тыс т/год)           | —                     | 36 000                |
| Производство цемента (млн т/год)            | —                     | 2 200 000             |
| Производство электроэнергии (тВт∙ч/год)     | 2,614                 | 7779,1                |

## История
20 апреля 1974 года Китай установил дипломатические отношения с Габоном.
30 июня 2020 года Габон поддержал принятый Китаем Закон о создании правовой системы и правоприменительных механизмов в специальном административном районе Гонконг для защиты национальной безопасности.

## Членство в международных организациях
| Международные организации | Дата вступления | Дата вступления |
| Международные организации | Габон           | Китай           |
| ------------------------- | --------------- | --------------- |
| ООН                       | 1960            | 1945            |
| МБРР                      | 1963            | 1945            |
| МВФ                       | 1963            | 1945            |
| ВТО                       | 1995            | 2001            |